# Д49

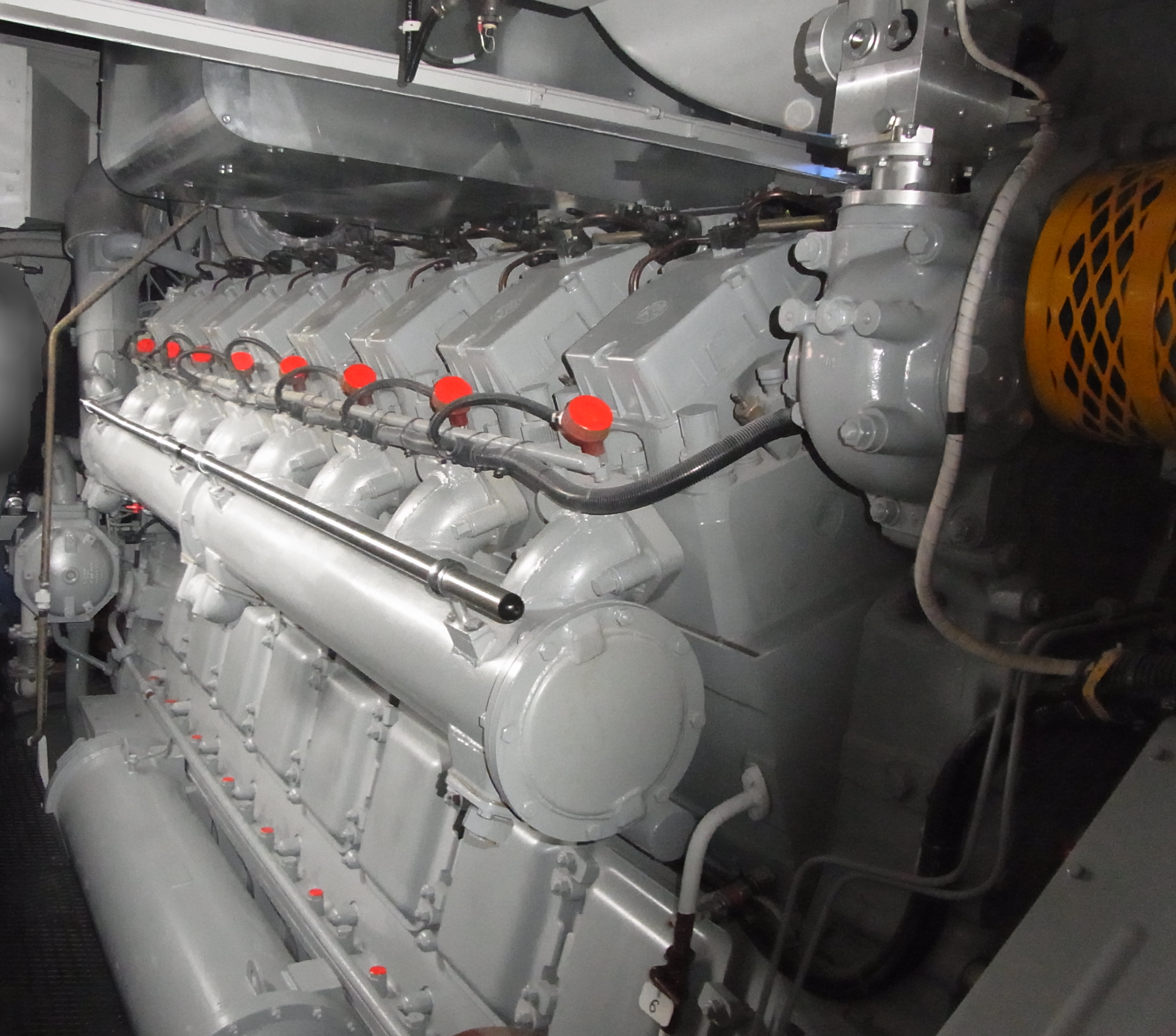
Двигатель 5Д49 на тепловозе 2ТЭ25КМ

Д49 — семейство четырёхтактных среднеоборотных дизельных двигателей модульной конструкции с числом цилиндров от 8 до 20, с турбонаддувом, мощностью от 1200 до 6000 л.с. Разработаны под использование в дизель-генераторных установках в СССР на Коломенском тепловозостроительном заводе в начале 1960-х годов, производятся на нём же до сих пор. Отраслевой индекс (по ГОСТ 10150) — ЧН26/26.
На 2020 год являются основными дизельными двигателями на любых магистральных и маневровых тепловозах и некоторых подводных лодках российского производства.

## Описание
Основной дизель серии — 16-цилиндровый 5Д49, он установлен на всех модификациях тепловозов 2ТЭ116, за исключением небольшого числа тепловозов с дизельными установками Д70 и Д80 Харьковского завода и ТЭП70, ТЭ109 и его производных ТЭ125 и ТЭП150, на экспортном тепловозе ТЭ114, на прошедших капремонт ТЭ10М и ТЭ10У, которым при этом присвоен индекс «К» (2ТЭ10МК, 3ТЭ10МК, 2ТЭ10УК, 2ТЭ10УТК, 3ТЭ10УК, также существует один 2ТЭ10ВК).
В 1987 году были произведены тепловозы серии 2ТЭ116 (зав. № 1352, № 1382, № 1410) с экспериментальными 12-цилиндровыми дизелями Д49 мощностью 2000 кВт, но из-за возникающего при работе помпажа данные дизеля в серию не пошли.
Существуют четыре версии Д49 с разным числом цилиндров:
- 8-цилиндровая (8ЧН26/26) — 6Д49, устанавливается на маневровые тепловозы ТГМ6, мощностью 1200 лс
- 12-цилиндровая (12ЧН26/26) — 2Д49, устанавливается на маневрово-вывозные тепловозы ТЭМ7 (2000 лс/1470 кВт), магистральные 2ТЭ25К (3400 лс), модернизируемые тепловозы М62 (2000 лс), энергопоезда ПЭ6, карьерные самосвалы БелАЗ-7521 (2300 лс)
- 16-цилиндровая (16ЧН26/26) — 5Д49, устанавливается на множество типов магистральных тепловозов и лёгких военных кораблях мощностью 3000-6000 лс при 1000 об/мин.
  - 1А-5Д49, мощность 3000 лс/2250 кВт при 1000 об/мин (для 2ТЭ116)
  - 18-5Д49, мощность 3600 лс/2650 кВт при 1000 об/мин (для 2ТЭ25КМ)
  - 2А-5Д49, мощность 4000 лс/2942 кВт при 1000 об/мин (для ТЭП70, на модернизированных с заменой дизеля ТЭ10М и ТЭ10У развивает 3000 лс при 850 об/мин — обороты ограничены главным генератором старого типа)
  - 10Д49, оснащённый двумя турбокомпрессорами, мощность 5200 лс/3825 кВт при 1000 об/мин (для кораблей типа БДК и фрегат, напр, «Иван Грен» пр. 11711)[2]
- 20-цилиндровая (20ЧН26/26) — 1Д49 мощностью 6000 лс при 1100 об/мин, устанавливались на опытных тепловозах ТЭП80 и ТЭП75, и 1-1Д49 мощностью 6000 лс при 1000 об/мин на ТЭ136 и 2ТЭ136. Фактически двигатель производился штучно. В настоящее время снят с производства.

Каждый цилиндр Д49 имеет четыре клапана, впускной коллектор проложен в развале цилиндров, выпускные — снаружи. Каждая секция топливного насоса высокого давления выполнена отдельной и установлена у своего цилиндра, управляются они парой общих валов от одного регулятора. На нулевой позиции для экономии топлива части валов рассоединяются механизмами отключения и часть секций ТНВД отключается, прекращая подачу топлива, этим также улучшается рабочий процесс в работающих цилиндрах за счёт некоторого повышения нагрузки на них. У 8- и 12-цилиндрового (в модификации для тепловоза ТЭМ7) дизелей остаются в работе 4 цилиндра, у 12-цилиндрового на тепловозе 2ТЭ25К — 6, у 16-цилиндрового — 8.
Большинство дизелей серии оснащается одним нерегулируемым турбокомпрессором серии ТК, состоящим из одноступенчатой осевой турбины и одноступенчатого центробежного компрессора. На 20-цилиндровом дизеле установлен двухступенчатый турбоагрегат 2ТНА, на 16-цилиндровом 10Д49 — два турбокомпрессора компании ABB.